# Ética de la tierra
La Ética de la Tierra es una perspectiva de la ética ambiental propuesta por Aldo Leopold en su libro "A Sand County Almanac" (1948). Leopold arguyó que el siguiente paso en la evolución de la ética es la expansión de la ética que incluya a los miembros no humanos de la comunidad biótica, colectivamente entendida como "la Tierra".
La frase central de la ética de la Tierra de Leopold sería: Una cosa es buena cuando tiende a preservar la integridad, estabilidad y belleza de la comunidad biótica. Es mala cuando tiende a lo contrario.
También la describe de esta manera: "La ética de la Tierra simplemente amplía los límites de la comunidad para incluir los suelos, aguas, plantas y animales, o, colectivamente: la Tierra... [Una] ética de la Tierra cambia el rol del Homo Sapiens desde conquistador de la comunidad de la tierra a simple miembro y ciudadano de ella. Esto implica un respeto por los otros miembros de la comunidad y también un respeto de la comunidad como tal."
- Datos: Q2919702